# Arruolamento di ragazzi polacchi nell'Esercito Imperiale Russo

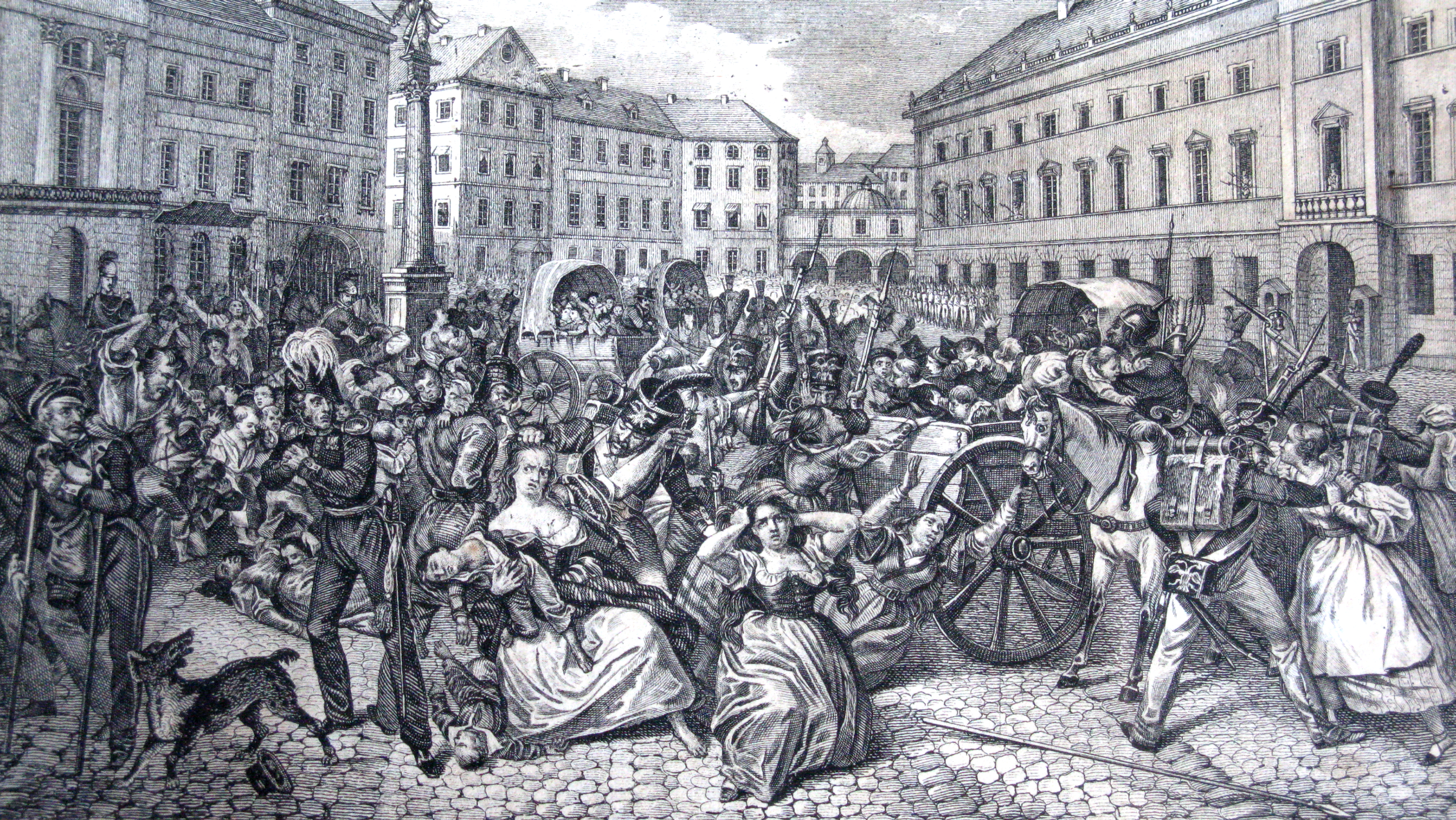
Soldati russi catturano bambini polacchi in Piazza del Castello a Varsavia

L'arruolamento dei ragazzi polacchi nell'Esercito Imperiale Russo avvenne durante e dopo la sconfitta della Rivolta di Novembre (1830-1831), quando gli adolescenti polacchi furono incorporati nell'esercito imperiale dell'Impero russo.
Nel marzo 1831, in accordo con lo zar Nicola I, i figli di coloro che presero parte alla Rivolta di Novembre furono trattati come cantonisti e incorporati in battaglioni speciali dell'Esercito Imperiale Russo. Il 24 marzo 1832 un ukase ordinò l'assegnazione a battaglioni speciali dei ragazzi adolescenti, dai 7 ai 16 anni di età. Questi erano figli di esiliati politici, orfani, figli di poveri e senzatetto. Diverse migliaia di bambini furono arruolati.